# Замківська сільська рада
За́мківська сільська́ ра́да — адміністративно-територіальна одиниця та орган місцевого самоврядування в Жовківському районі Львівської області. Адміністративний центр — село Замок.

## Загальні відомості
Замківська сільська рада утворена в 1945 році.
- Територія ради: 21,255 км²
- Населення ради: 1608 осіб (станом на 2001 рік)
- Територією ради протікають річки Мощанка, Маруся

## Населені пункти
Сільській раді підпорядковані населені пункти:
- с. Замок
- с. Монастирок

## Склад ради
Рада складається з 14 депутатів та голови.
- Голова ради: Шумило Наталія Юріївна
- Секретар ради: Дзюнька Леся Андріївна

### Керівний склад попередніх скликань
| Прізвище, ім'я, по батькові | Основні відомості                                                | Дата обрання | Дата звільнення |
| --------------------------- | ---------------------------------------------------------------- | ------------ | --------------- |
| Кожушко Михайло Михайлович  | Сільський голова, 1955 року народження, безпартійний             | 26.03.2006   | 10.04.2008      |
| Кіт Микола Васильович       | Сільський голова, 1970 року народження, безпартійний             | 30.11.2008   | 31.10.2010      |
| Кіт Микола Васильович       | Сільський голова, 1970 року народження, безпартійний             | 31.10.2010   | 25.10.2015      |
| Шумило Наталія Юріївна      | Сільський голова, 1984 року народження, освіта вища, безпартійна | 25.10.2015   |                 |

Примітка: таблиця складена за даними сайту Верховної Ради України та ЦВК

### Депутати VII скликання
За результатами місцевих виборів 2015 року депутатами ради стали:

#### За суб'єктами висування
| Суб'єкт висування | Кількість обраних депутатів | %      |
| ----------------- | --------------------------- | ------ |
| Самовисування     | 14                          | 100.00 |

#### За округами
| № округу | Прізвище, ім'я, по батькові  | Ким висунуто  | Дата нар.  | Освіта           | Партійна приналежність | Відомості                                                             |
| -------- | ---------------------------- | ------------- | ---------- | ---------------- | ---------------------- | --------------------------------------------------------------------- |
| 1        | Кожушко Галина Іванівна      | Самовисування | 28.05.1975 | вища             | безпартійна            | Замківська ЗОШ, вчитель                                               |
| 2        | Пилипець Марія Михайлівна    | Самовисування | 28.12.1980 | загальна середня | безпартійна            | Не працює                                                             |
| 3        | Ценюх Леся Федорівна         | Самовисування | 26.01.1973 | загальна середня | безпартійна            | Не працює                                                             |
| 4        | Кожушко Оксана Вікторівна    | Самовисування | 19.07.1983 | вища             | безпартійна            | Замківська сільська рада, землевпорядник                              |
| 5        | Домінік Мирослава Миколаївна | Самовисування | 02.08.1965 | загальна середня | безпартійна            | ПП, приватний підприємець                                             |
| 6        | Кожушко Ярослава Ярославівна | Самовисування | 25.09.1973 | загальна середня | безпартійна            | Замківська ЗОШ, завгосп                                               |
| 7        | Магола Володимир Іванович    | Самовисування | 09.06.1976 | загальна середня | безпартійний           | Не працює                                                             |
| 8        | Жук Роман Степанович         | Самовисування | 29.05.1974 | загальна середня | безпартійний           | Львівська залізниця, бригадир колії                                   |
| 9        | Дзюнька Леся Андріївна       | Самовисування | 16.03.1970 | вища             | безпартійна            | Замківська сільська рада, секретар                                    |
| 10       | Задолинний Василь Іванович   | Самовисування | 24.01.1983 | загальна середня | безпартійний           | Не працює                                                             |
| 11       | Вах Василь Васильович        | Самовисування | 20.07.1966 | загальна середня | безпартійний           | Не працює                                                             |
| 12       | Пилипець Марія Юріївна       | Самовисування | 25.06.1971 | загальна середня | безпартійна            | Монастироцький психоневрологічний будинок-інтернат, молодша медсестра |
| 13       | Кирик Стефанія Михайлівна    | Самовисування | 09.01.1987 | загальна середня | безпартійна            | Магазин «Хлібодар», продавець                                         |
| 14       | Шумило Іван Васильович       | Самовисування | 18.12.1966 | загальна середня | безпартійний           | ПП, приватний підприємець                                             |